# Yamgan (huyện)
Yamgan là một huyện thuộc tỉnh Badakhshan, Afghanistan. Dân số thời điểm năm 1999 là -20,7 người.